# Луп (герцог Шампані)
Луп I (*Loup de Champagne, д/н —між 590 та 596) — 1-й герцог Шампані у 581—584 роках. більшість відомостей про нього міститься у Григорія Турського.

## Життєпис
Про походження нічого невідомо. Втім вважається, що він належав до франкської знаті й брав участь у походах короля Сігіберта I. Вперше згадується у 571 році під час походу до Марселя. Напевне, брав участь у війні проти Гунтрамна, короля Бургундії.
Після смерті Сігіберта I вплив Лупа зріс, який підтримав королеву Брунгільду як регентшу при малолітньому синові Хільдеберті II. 581 року отримав посаду герцога Шампані, контролюючи важливу частину Австразії. Того ж року завдав поразки знатним франкам Урсіону та Бертефреду, які намагалися усунути Брунгільди й стати опікунами короля.
У 584 році Брунгільда стала побоюватися військової та політичної ваги Лупа, намагаючись того вбити. Побоюючись за життя герцог Шампані втік до короля Гунтрамна. 585 році невідомо або Луп перейшов на бік узурпатора Гундоальда, що повстав в Провансі, чи рушив на його придушення. Втім напевне після встановлення союзу між Хільдебертом II та Гунтрамном становище Лупа погіршилося. Деякі дослідники вказують, що він тоді же загинув в одній з битв. Інші дослідники вважають, що колишній герцог загинув між 590 та 595 роками.

## Родина
- Жан
- Ромульф, архієпископ Реймсу
- донька (ім'я невідоме)